# Chemistry (låt)
Chemistry är en låt av Rush. Låten återfinns på albumet Signals, släppt den 9 september 1982. Det är den enda låten av Rush som alla medlemmar skrev texten tillsammans. Trummisen Neil Peart sa att det var den lättaste låten att skriva till Signals.
Rush spelade "Chemistry" live endast på Signals-turnén. Totalt spelades den 92 gånger.